# گورستان رادی

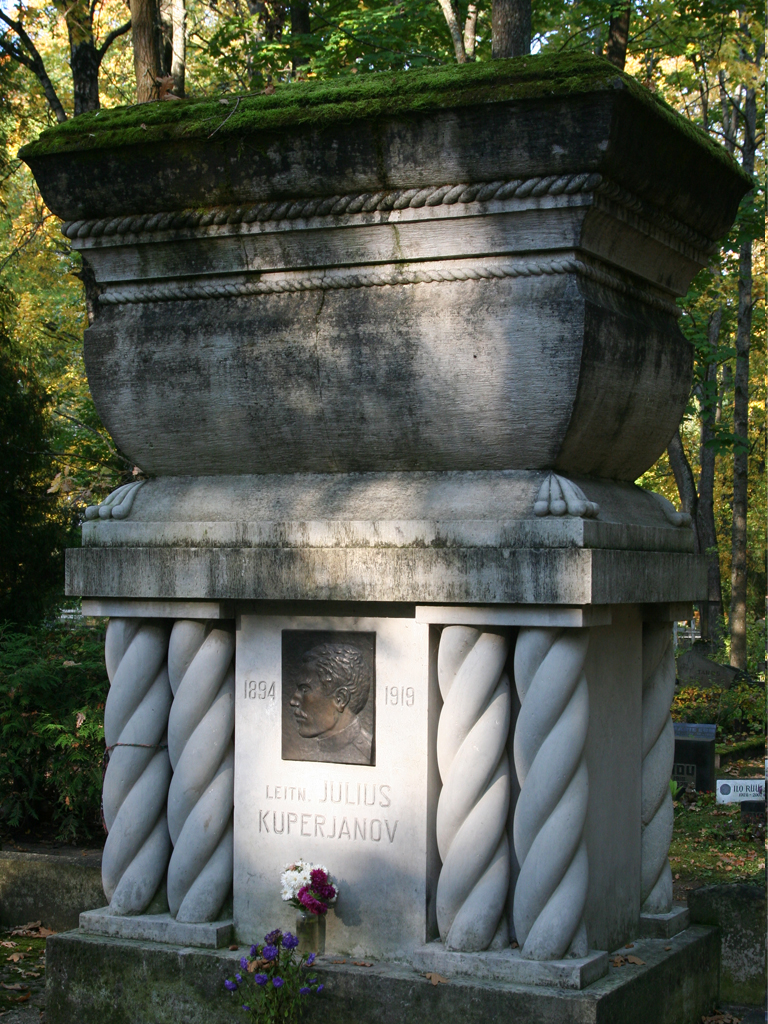
مقبره یولیوس کوپریانوف

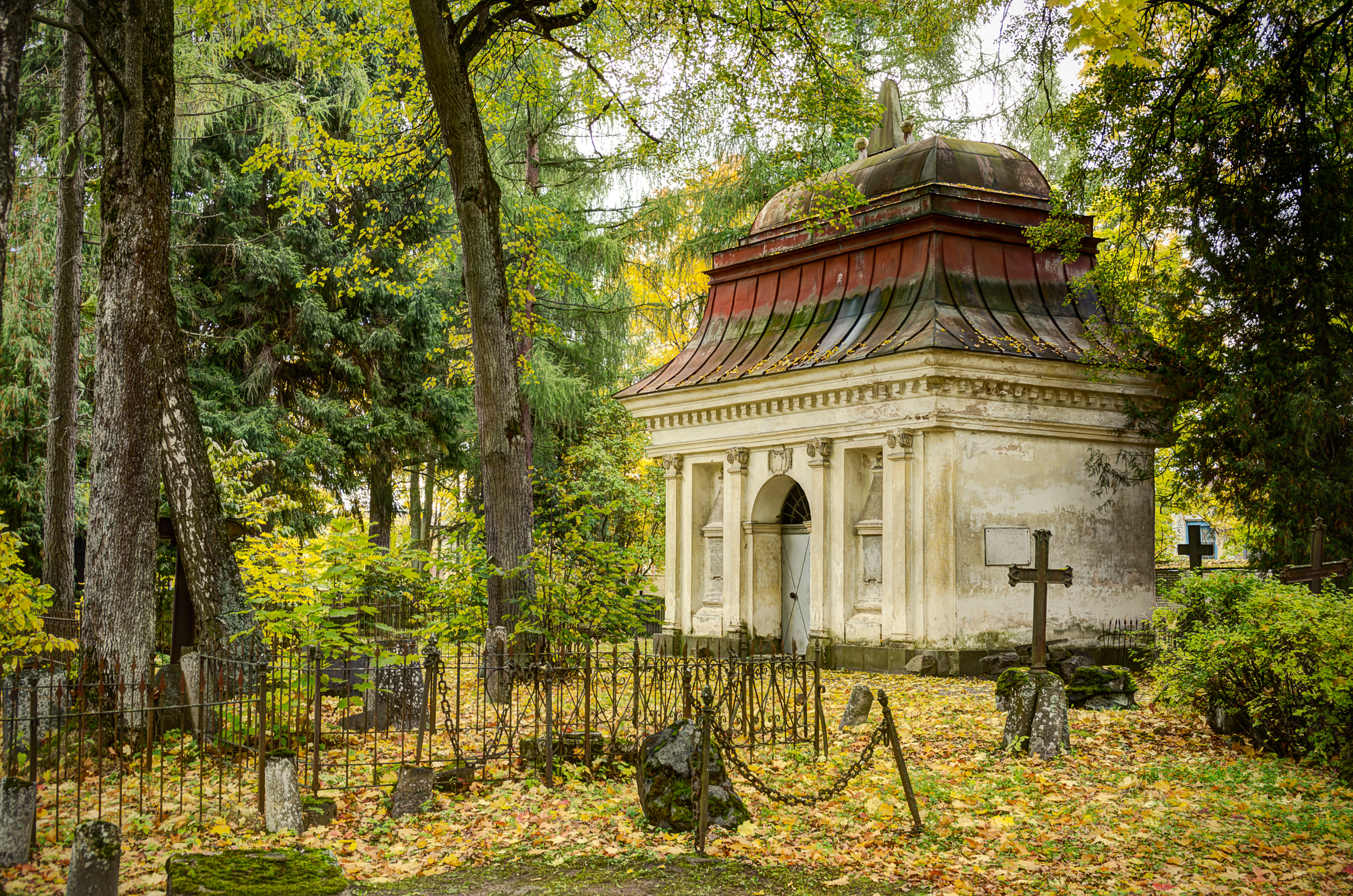
نمازخانه تلر

گورستان رادی (به انگلیسی: Raadi cemetery) قدیمی‌ترین و بزرگترین گورستان در شهر تارتو، استونی است.
این گورستان که قدمت آن به ۱۷۷۳ میلادی برمیگردد محل دفن بسیاری از شخصیت‌های برجسته استونی است. گورستان رادی پس از تخریب گورستان کوپلی در تالین بزرگترین گورستان آلمانی‌های بالتیک در استونی شده‌است.

## مدفونان مشهور
- فرانتس آپینوس (۱۷۲۴–۱۸۰۲), فیزیکدان
- بتی آلور (۱۹۰۶–۱۹۸۹), شاعر
- Paul Ariste (1905–1990), زبان‌شناس
- لاوری آوس (۱۹۷۰–۲۰۰۳), دوچرخه‌سوار
- کارل ارنست فون بائر (۱۷۹۲–۱۸۷۶), زیست‌شناس
- Friedrich Bidder (1810–1894), فیزیولوژیست
- Alexander Bunge (1803–1890), گیاه‌شناس
- کارل ارنست کلاوس (۱۷۹۶–۱۸۶۴), شیمی‌دان و طبیعت‌شناس
- Karl Gottfried Konstantin Dehio (1851–1927), متخصص داخلی
- Jaan Eilart (1933–2006), گیاه‌شناس
- Friedrich Robert Faehlmann (1798–1850), فیزیولوژیست
- Anna Haava (1864–1957), شاعر و مترجم
- مینا هارما (۱۸۶۴–۱۹۴۱), آهنگساز
- Gregor von Helmersen (1803–1885), زمین‌شناس
- Samuel Gottlieb Rudolph Henzi (1794–1829), شرق‌شناس و خداشناس
- یوهان وولدمار یانسن (۱۸۱۹–۱۸۹۰), روزنامه‌نگار و شاعر
- Harald Keres (1912–2010), فیزیکدان
- Amalie Konsa (1873–1949), بازیگر
- فریدریخ رینهولد کرئوتزوالد (۱۸۰۳–۱۸۸۲), نویسنده
- Olevi Kull (1955–2007), بوم‌شناس
- Eerik Kumari (1912–1984), طبیعت‌شناس
- یولیوس کوپریانوف (۱۸۹۴–۱۹۱۹), فرمانده نظامی
- Raine Loo (1945–2020), بازیگر
- Oskar Loorits (1900–1961), فولکلوریست
- یوری لوتمن (۱۹۲۲–۱۹۹۳), نشانه‌شناس و فرهنگ‌شناس
- Leonhard Merzin (1934–1990), بازیگر
- Otto Wilhelm Masing (1763–1832), نویسنده
- اوکو ماسینگ (۱۹۰۹–۱۹۸۵), فیلسوف و فولکلوریست
- Viktor Masing (1925–2001), بومشناس
- Zara Mints (1927–1990), زبان‌شناس
- فریدریش پاروت (۱۷۹۱–۱۸۴۱), طبیعت‌شناس
- لودویگ پوسپ (۱۸۷۵–۱۹۴۲), جراج
- Edmund Russow (1841–1897), زیست‌شناس
- Hermann Guido von Samson-Himmelstjerna (1809–1868), فیزیکدان
- کارل اشمیت (شیمی‌دان) (۱۸۲۲–۱۸۹۴), شیمی‌دان
- Gustav Teichmüller (1832–1888), فیلسوف
- Hugo Treffner (1845–1912), آموزگار علوم پرورشی
- میخکل وسکه (۱۸۴۳–۱۸۹۰), شاعر و زبان‌شناس

## نگارخانه

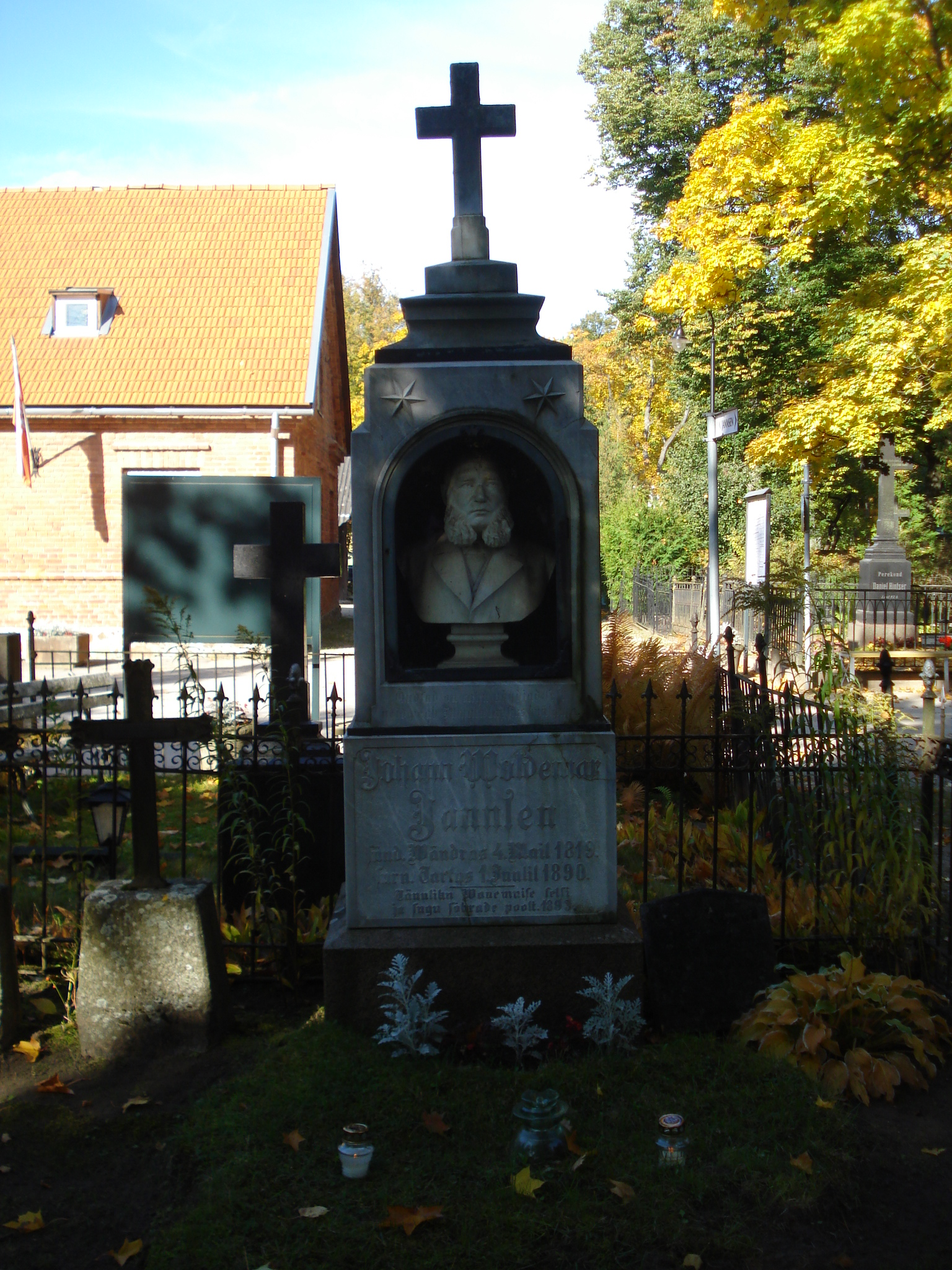
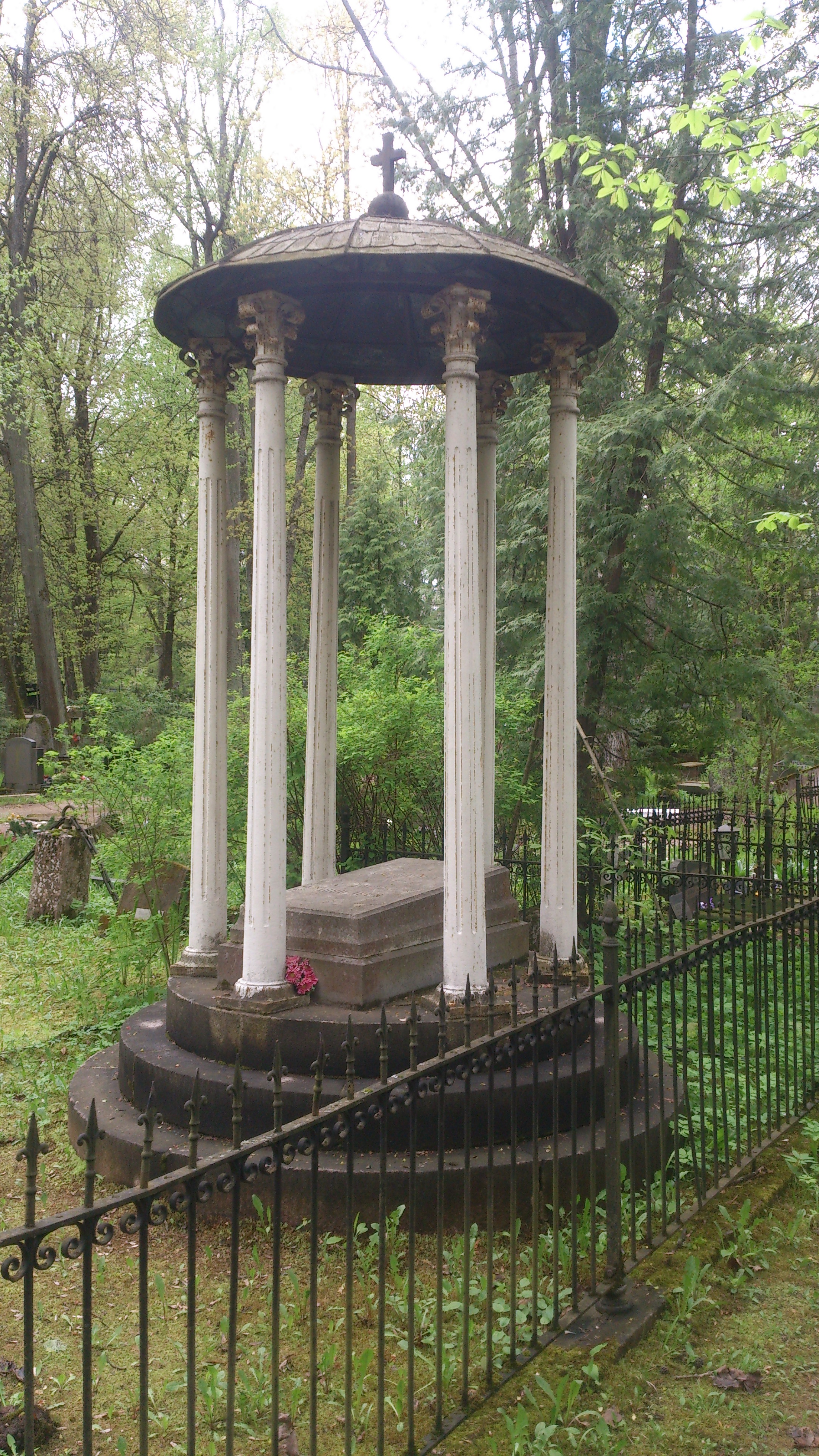
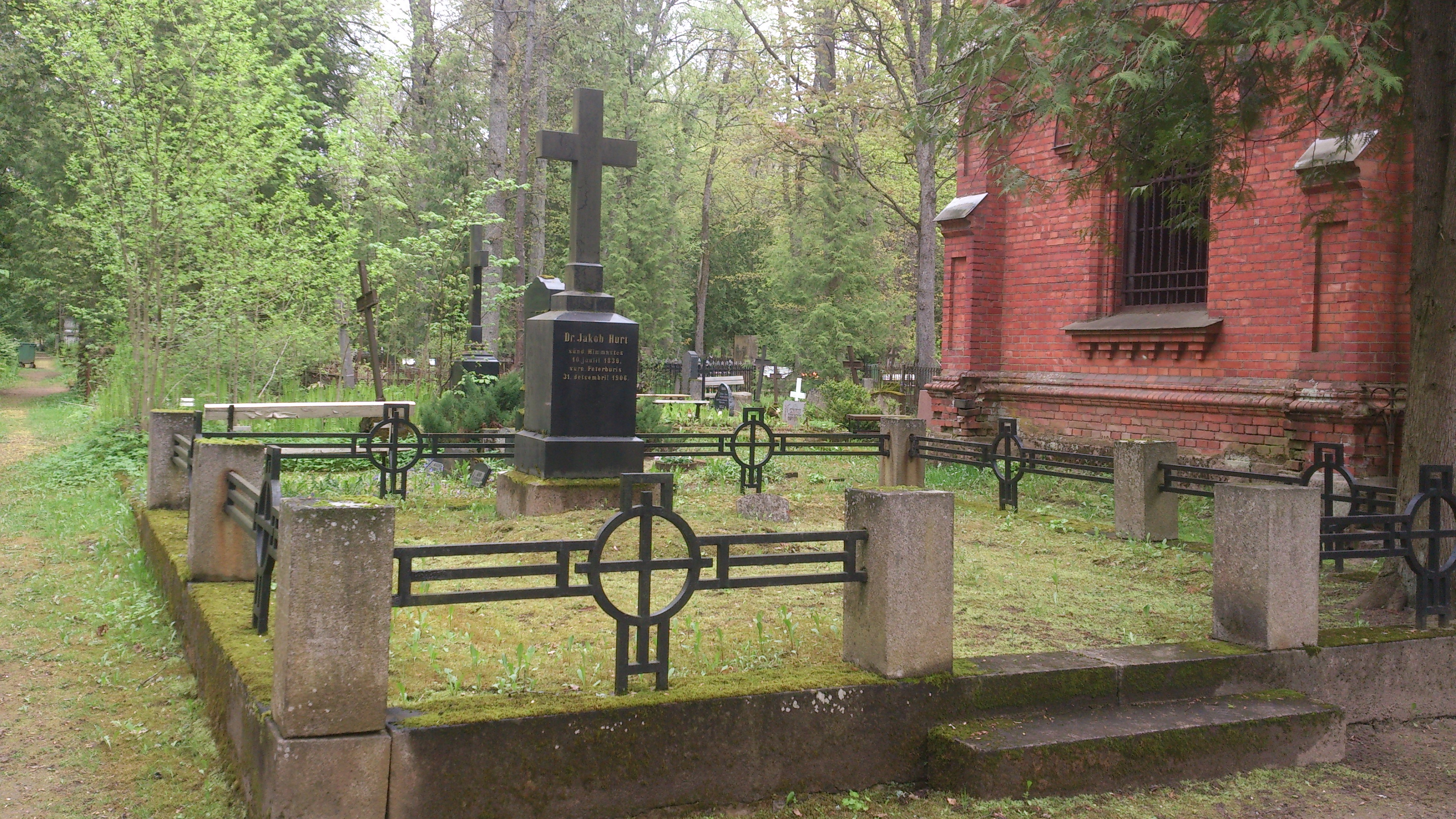
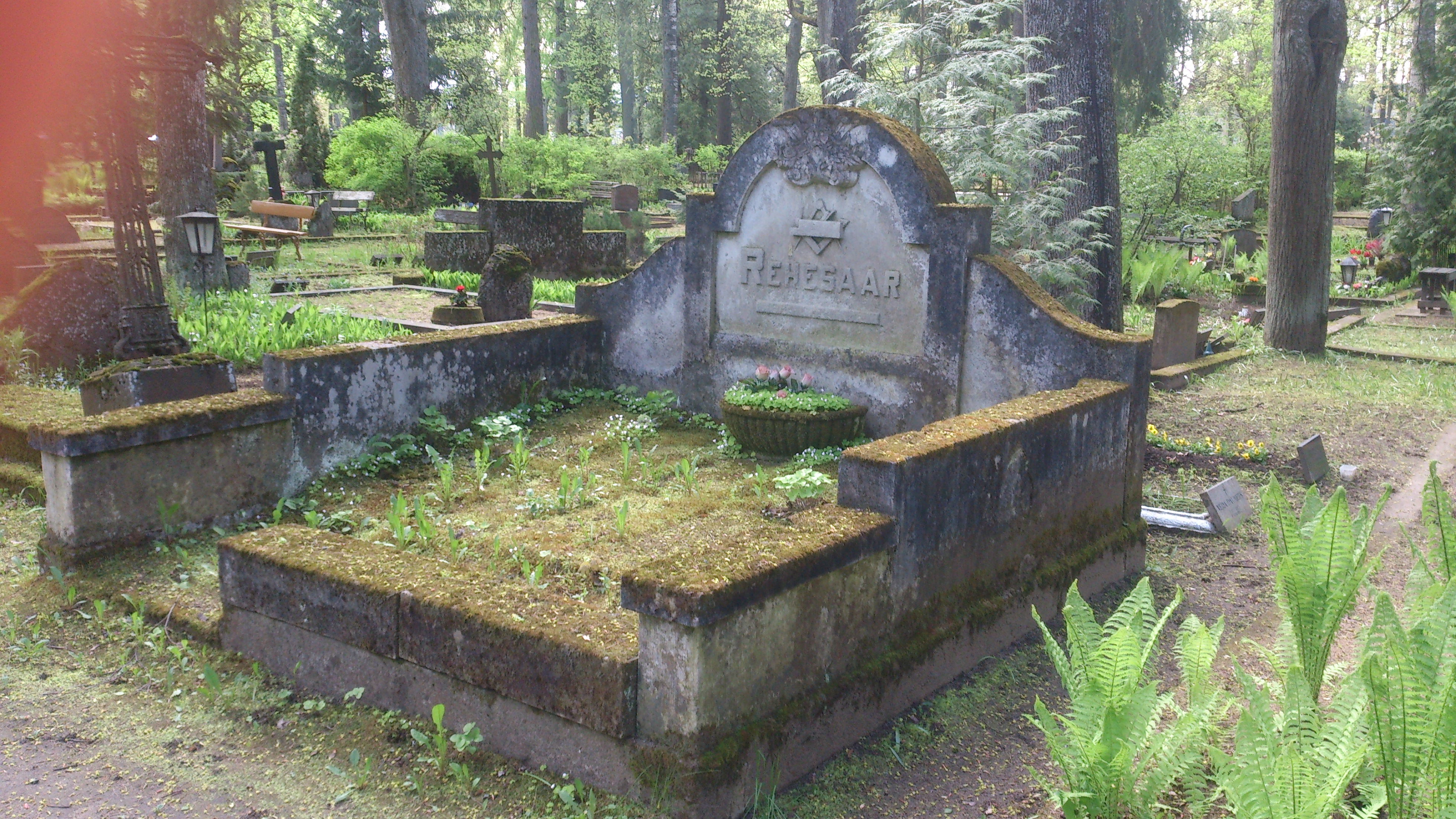
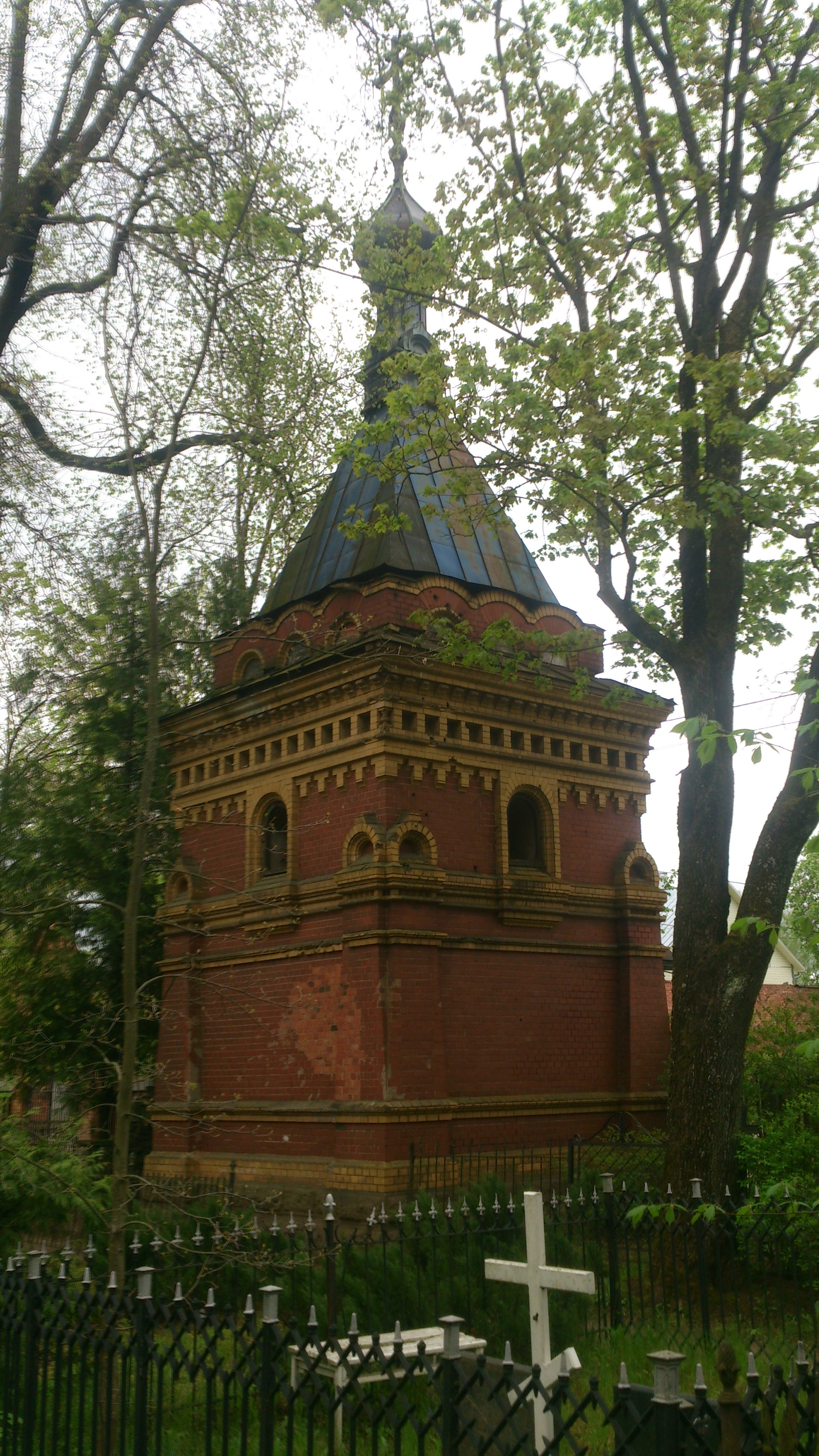
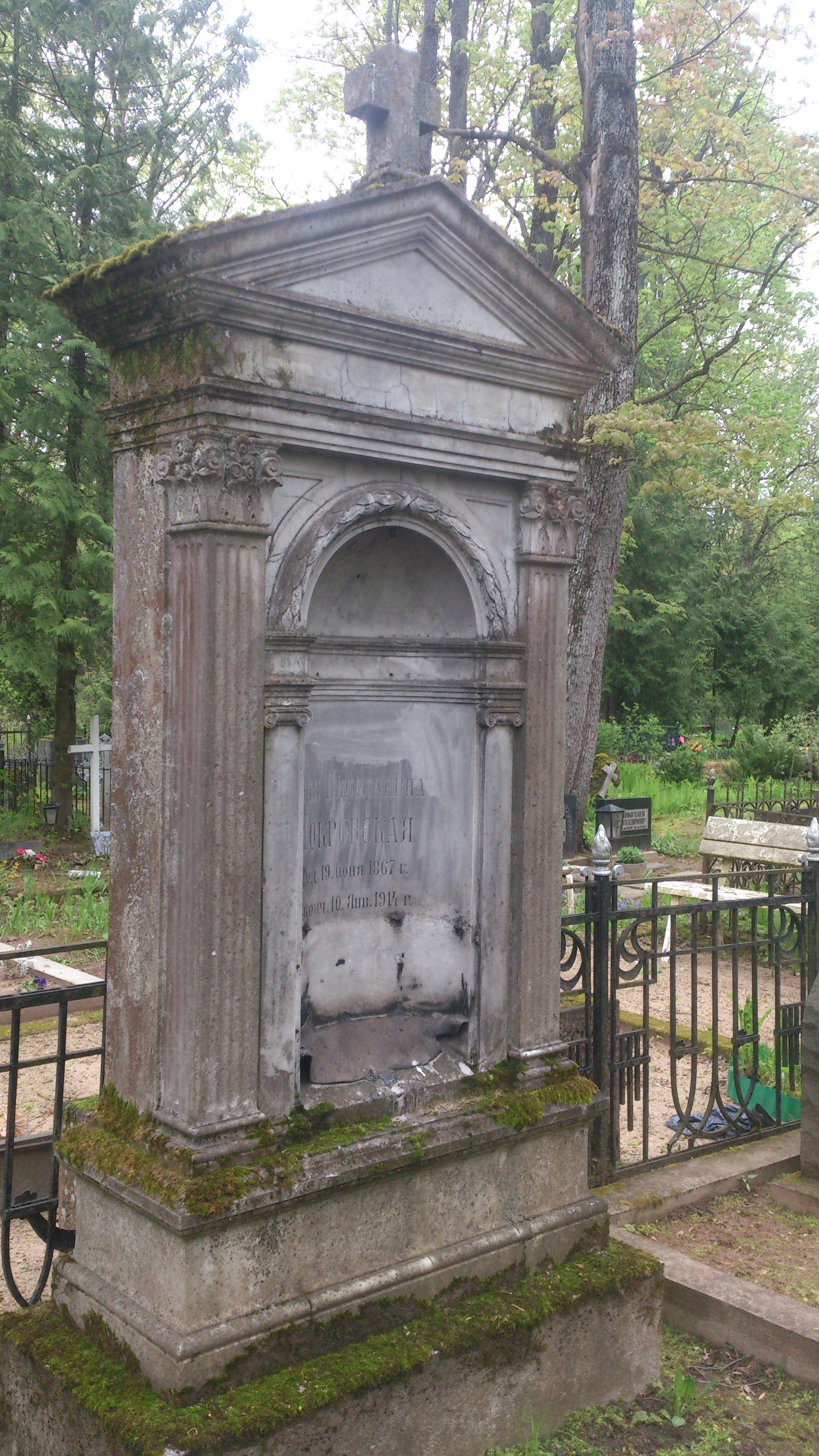
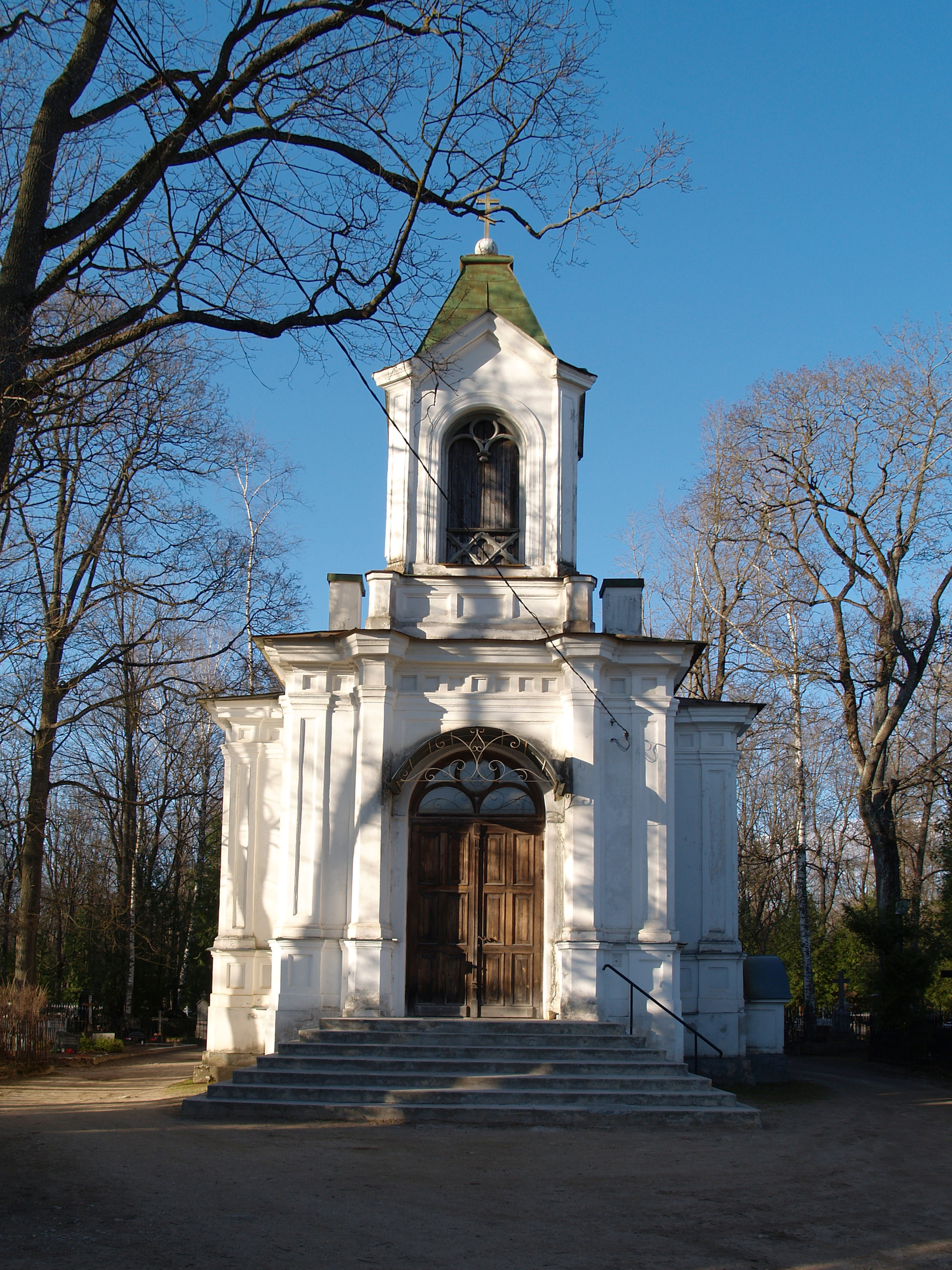
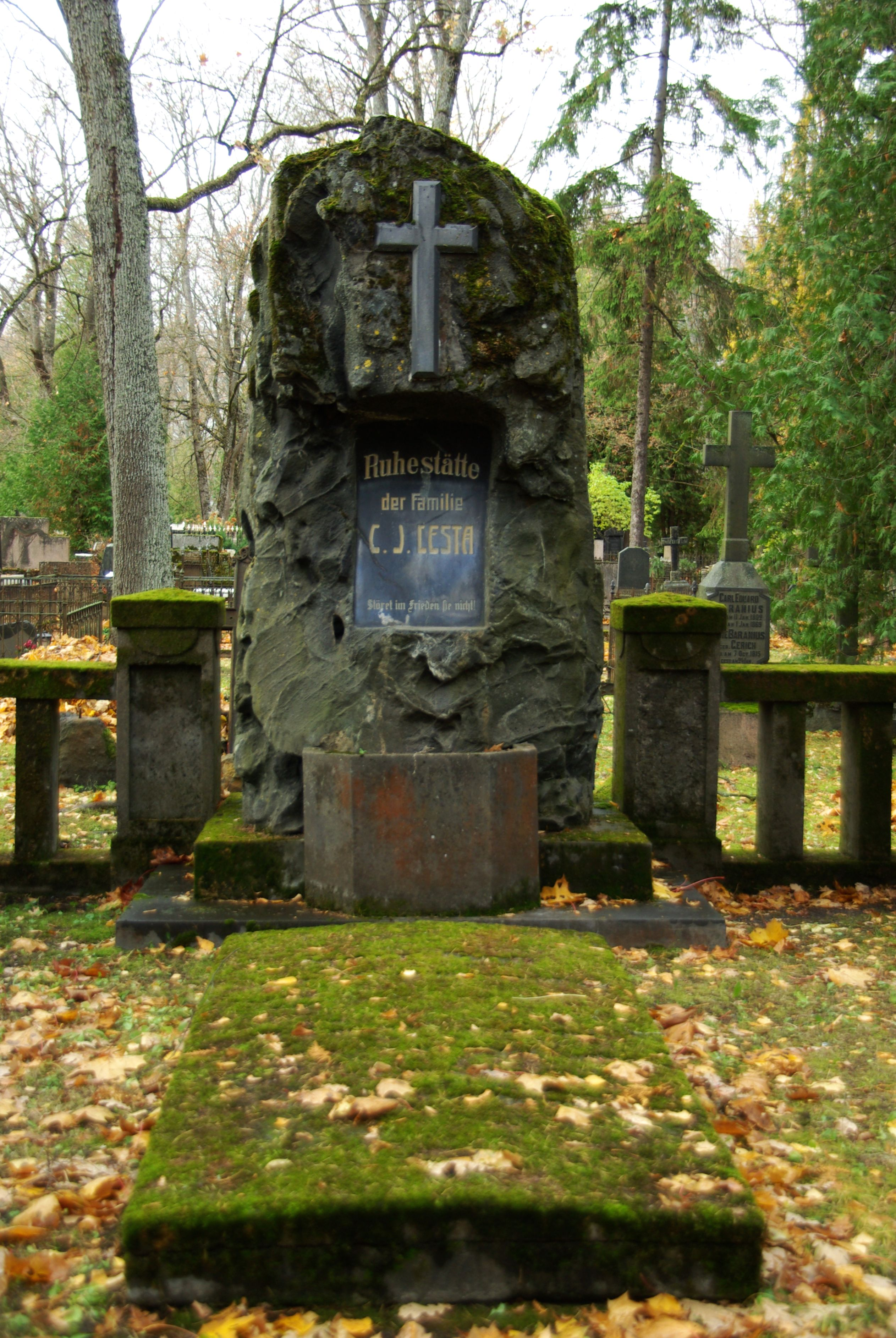
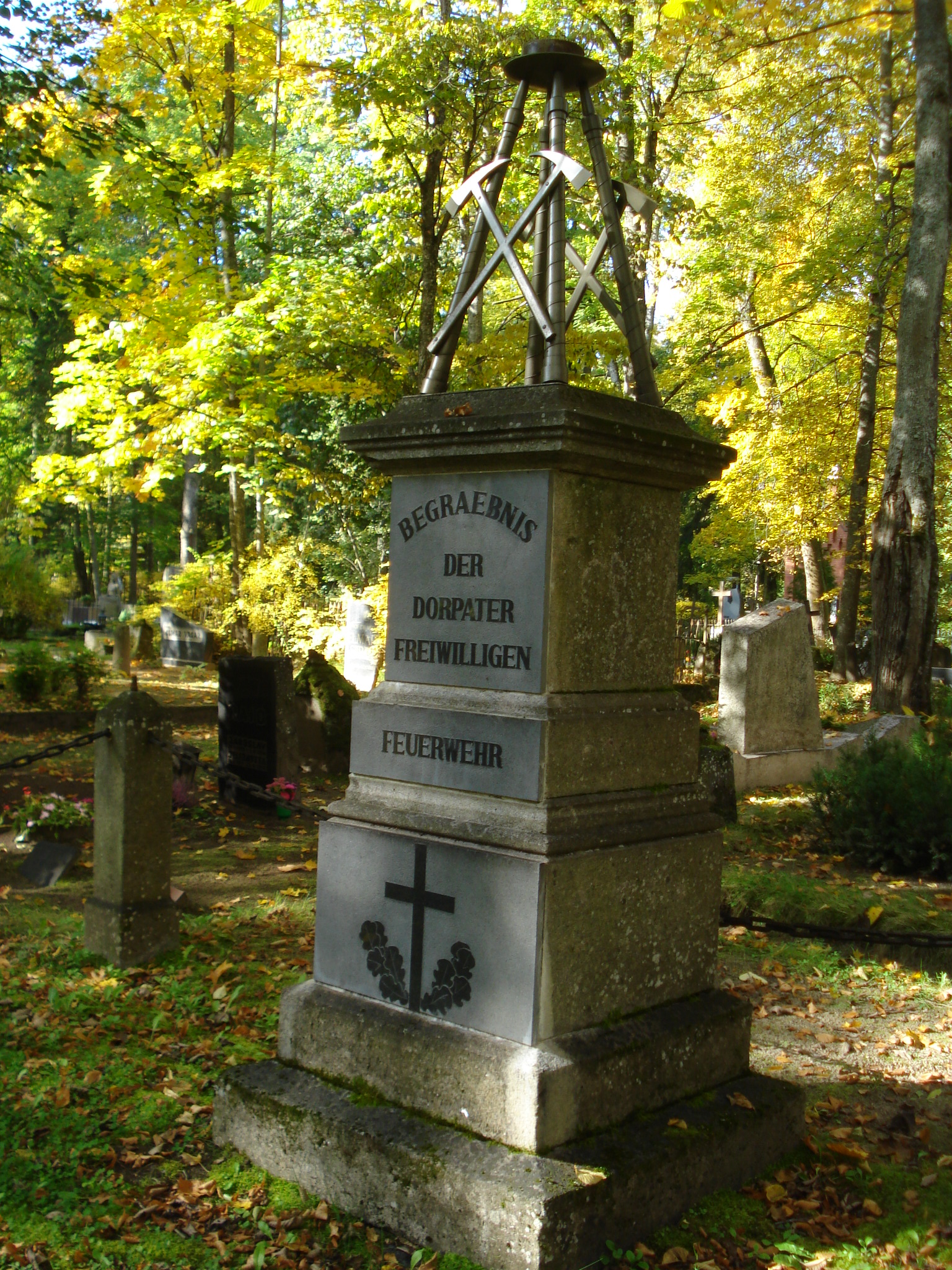
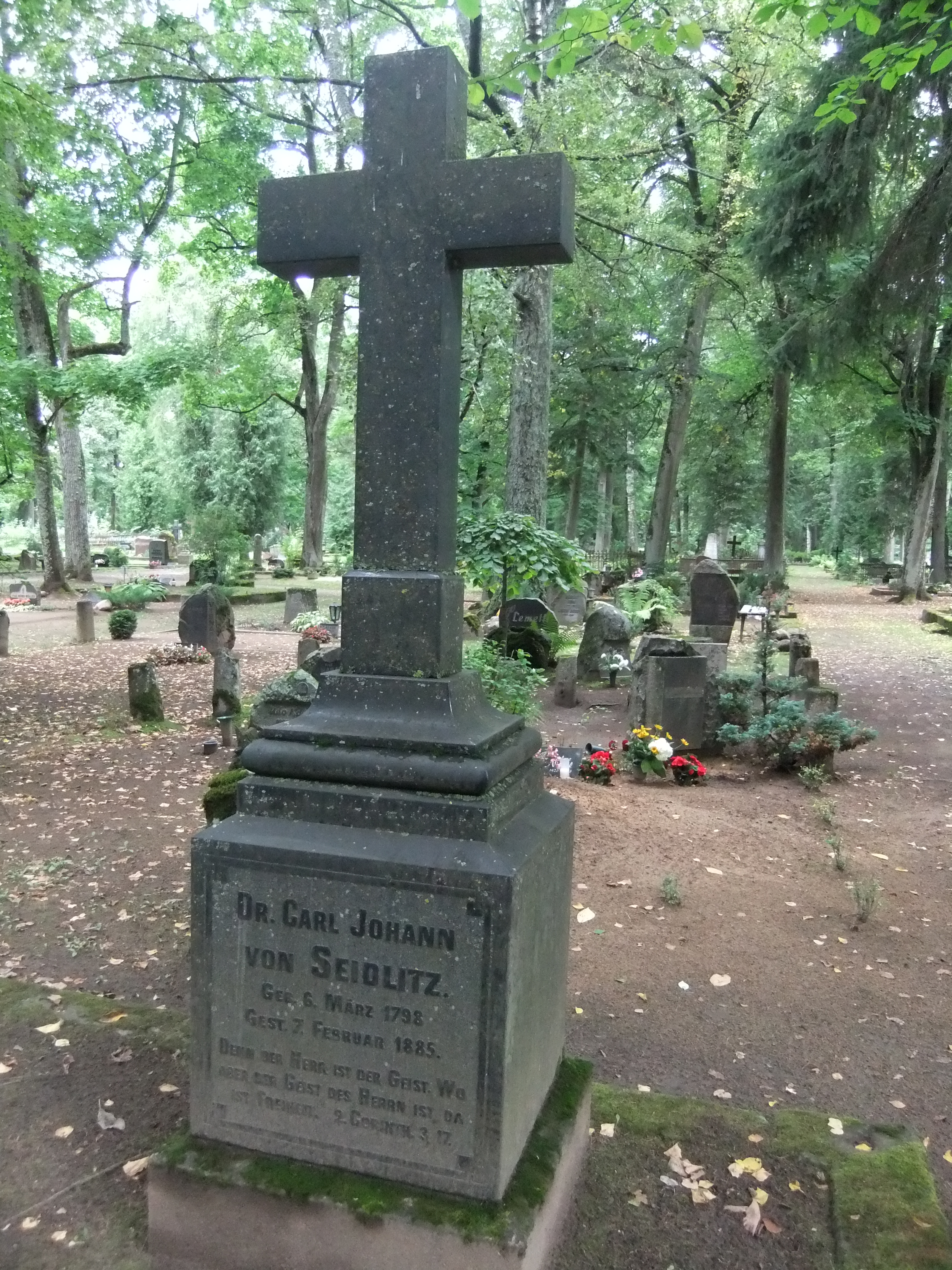